# Aloe namibensis
Aloe namibensis ist eine Pflanzenart der Gattung der Aloen in der Unterfamilie der Affodillgewächse (Asphodeloideae). Das Artepitheton namibensis verweist auf das Vorkommen der Art in der Wüste Namib.

## Beschreibung

### Vegetative Merkmale
Aloe namibensis wächst stammlos und einzeln. Die lanzettlichen Laubblätter bilden dichte Rosetten. Die glauke Blattspreite ist bis zu 50 Zentimeter lang und 7 Zentimeter breit. Die Blattoberfläche ist leicht rau. Die hellen Zähne am Blattrand sind bis zu 2 Millimeter lang und stehen 1 Millimeter voneinander entfernt.

### Blütenstände und Blüten
Der Blütenstand besteht aus zwei bis vier Zweigen und erreicht eine Länge von bis zu 95 Zentimetern. Die dichten, zylindrisch spitz zulaufenden Trauben sind bis zu 45 Zentimeter lang und 6 Zentimeter breit. Die eiförmig-lanzettlichen Brakteen weisen eine Länge von bis zu 35 Millimeter auf und sind 14 Millimeter breit. Die korallenrosafarbenen Blüten sind grün gespitzt. Sie stehen an 3 bis 5 Millimeter langen Blütenstielen. Die Blüten sind 23 bis 30 Millimeter lang. Auf Höhe des Fruchtknotens weisen die Blüten einen Durchmesser von 10 Millimeter auf. Ihre Perigonblätter sind nicht miteinander verwachsen. Die Staubblätter und der Griffel ragen 7 bis 12 Millimeter aus der Blüte heraus.

## Systematik, Verbreitung und Gefährdung
Aloe namibensis ist in Namibia im trockenen Tal des Khan-Rivier von Usakos westlich bis 100 Kilometer vor der Atlantik-Küste in Höhen von 680 bis 1200 Metern verbreitet.
Die Erstbeschreibung durch Johan Wilhelm Heinrich Giess wurde 1970 veröffentlicht.
Aloe namibensis wird in der Roten Liste gefährdeter Arten der IUCN als „Least Concern (LC)“, d. h. als in der Natur nicht gefährdet, eingestuft.

## Nachweise